# Centrum Rekreacyjno-Sportowe w Zielonej Górze
Centrum Rekreacyjno-Sportowe w Zielonej Górze – powstały w 2010 obiekt sportowy należący do MOSiR-u w Zielonej Górze, w skład którego wchodzą pełnowymiarowe boisko do koszykówki, piłki ręcznej, futsalu i siatkówki. Od sezonu 2010/2011 w hali występuje będący w koszykarskiej Orlen Basket Lidze Zastal Zielona Góra. Obiekt jest również wykorzystany w celu organizacji imprez kulturalno-rozrywkowych. Hala może pomieścić 6080 widzów (5080 miejsc stałych i ok. 1000 wysuwanych). W skład kompleksu wchodzą 25-metrowy basen wraz z  aquaparkiem z  największą w Polsce 210-metrową zjeżdżalnią oraz sauny, siłownia, mała hala treningowa, duża hala, oraz szatnie i bar.